# Acadèmia Nacional de Lletres de l'Uruguai
L'Acadèmia Nacional de Lletres de l'Uruguai (en castellà i oficialment, Academia Nacional de Letras del Uruguay) agrupa a acadèmics, escriptors i altres personalitats considerades expertes en l'ús de la llengua castellana a l'Uruguai. Establerta a Montevideo el 10 de febrer de 1943, pel Decret Llei Nº 10.350, el seu lema, ideat per Daniel Castellanos, és Vetera servat, fovet nova (en llatí "conserva les coses antigues i promou les noves").
Instal·lada en sessió solemne dirigida pel llavors president de l'Uruguai, Juan José de Amézaga, el 29 d'octubre de 1943, inicialment va estar integrada per Antonio María Barbieri, Víctor Pérez Petit, Raúl Montero Bustamante, Emilio Frugoni, Álvaro A. Vasseur, Juana de Ibarbourou, Emilio Oribe, Alberto Zum Felde i Carlos Martínez Vigil.

## Organització de l'Acadèmia
Està integrada per les següents categories d'acadèmics:
- Acadèmics d'Honor.
- Acadèmics de Número: en total són 19 i conformen l'organisme directiu permanent de l'Acadèmia.
- Acadèmics Emèrits.
- Acadèmics Corresponents.

## Informació
Des de 1978 les butaques dels acadèmics de número porten els noms de personalitats de les lletres uruguaianes del segle xix (l'anomenada generació del 900). Aquests són José Manuel Pérez Castellano, Dámaso Antonio Larrañaga, Bartolomé Hidalgo, Francisco Esteban Acuña de Figueroa, José Pedro Varela, Francisco Bauzá, Eduardo Acevedo Díaz, Juan Zorrilla de San Martín, Javier de Viana, Carlos Reyles, José Enrique Rodó, Carlos Vaz Ferreira, Julio Herrera y Reissig, Florencio Sánchez, María Eugenia Vaz Ferreira, Horacio Quiroga, Raúl Montero Bustamante, Delmira Agustini i Ernesto Herrera.

## Associació
Pertany a l'Associació d'Acadèmies de la Llengua Espanyola des de 1960, decisió adoptada durant el III Congrés d'aquesta entitat. El 2001, per acord de la Reial Acadèmia Espanyola, passa de ser acadèmia associada a acadèmia corresponent.